# Adriano Basso
Pour les articles homonymes, voir Basso.
Adriano Basso est un footballeur brésilien né le 18 avril 1975 à Jundiaí (Brésil).

## Carrière
Il a auparavant joué pour Ponte Preta et l'Atlético Paranaense dans son pays natal avant de déménager en Angleterre pour épouser sa femme. Il a fait un essai infructueux de trois mois avec Arsenal avant de rejoindre St Albans City et Woking FC. 
Basso finalement signé pour Bristol City peu après le début de la saison 2005/06, faisant ses débuts en équipe première en direct sur Sky Sports contre Swindon Town. 
Les supporters de Bristol étaient divisés sur le fait que Basso était ou non le bon choix en tant que gardien titulaire quand il a remplacé au poste Steve Phillips, au cours de la saison 2005/2006. Basso est désormais considéré comme étant l'un des meilleurs gardiens à avoir joué pour le club depuis de nombreuses années, en raison de ses arrêts flamboyants et sa marque de fabrique pointant vers le ciel quand son nom est appelé par la sonorisation à chaque début de match. 
Basso a été présélectionné pour le titre de meilleur joueur du club de la saison 2006/2007, qui a finalement été remporté par Jamie McCombe, mais a gagné le prix des groupes de supporters, alors que le club a été promu au deuxième rang de la Ligue d'Angleterre. 
Basso est également un fervent chrétien, et a dédié son arrêt du penalty de Darius Henderson lors du match contre Watford FC le 11 mars au « Saint-Esprit ». 
Il a été couronné par la BBC West « footballeur de l'année ». Le 21 juillet 2009, le site web de Bristol City a indiqué que Basso avait rejeté un nouveau contrat et par la suite remis une demande de transfert. En dépit des rumeurs de transferts vers d'autres clubs en début de saison, Basso est toujours au club, mais n'a pas retiré sa demande de transfert.